# جامع العزيزية
مسجد العزيزية مسجد عثماني في قونية، تركيا.

## موقع
يقع المسجد في قونية في المركز التجاري للمدينة.

## تأريخ المسجد
بني المسجد الأصلي بين عامي 1671م و1676م  (يشير اسم العزيزية إلى عبد العزيز).

## هندسة معمارية
نمط الفن المعماري هو خليط من العمارة الباروكية والهندسة المعمارية العثمانية التقليدية. على الرغم من هذا، له العديد من الميزات. حيث يحتوي على مئذنتين. في كل مئذنة توجد شرفة. وفيه سقف مدعم بالأعمدة التي تجعل المسجد فريداً في تركيا. على خلاف أكثر المساجد الأخرى، أرضيته الرئيسية مرتفعة ويستعمل درج للوصول إلى الأرضية الرئيسية. المُصلى إو (قاعة الصلاة) مربعة الشكل وسقفها عبارة عن قبة كبيرة. وفيه ثلاث قباب أصغر على ستة أعمدة من الرخام. ميزة مثيرة أخرى في المسجد وهي أن نوافذه أوسع من الأبواب.

## المادة الإنشائية
المادة الإنشائية الرئيسية هي الحجارة. وقد استعمل الرخام الأزرق في بناء المنبر والمحراب.

## معرض الصور

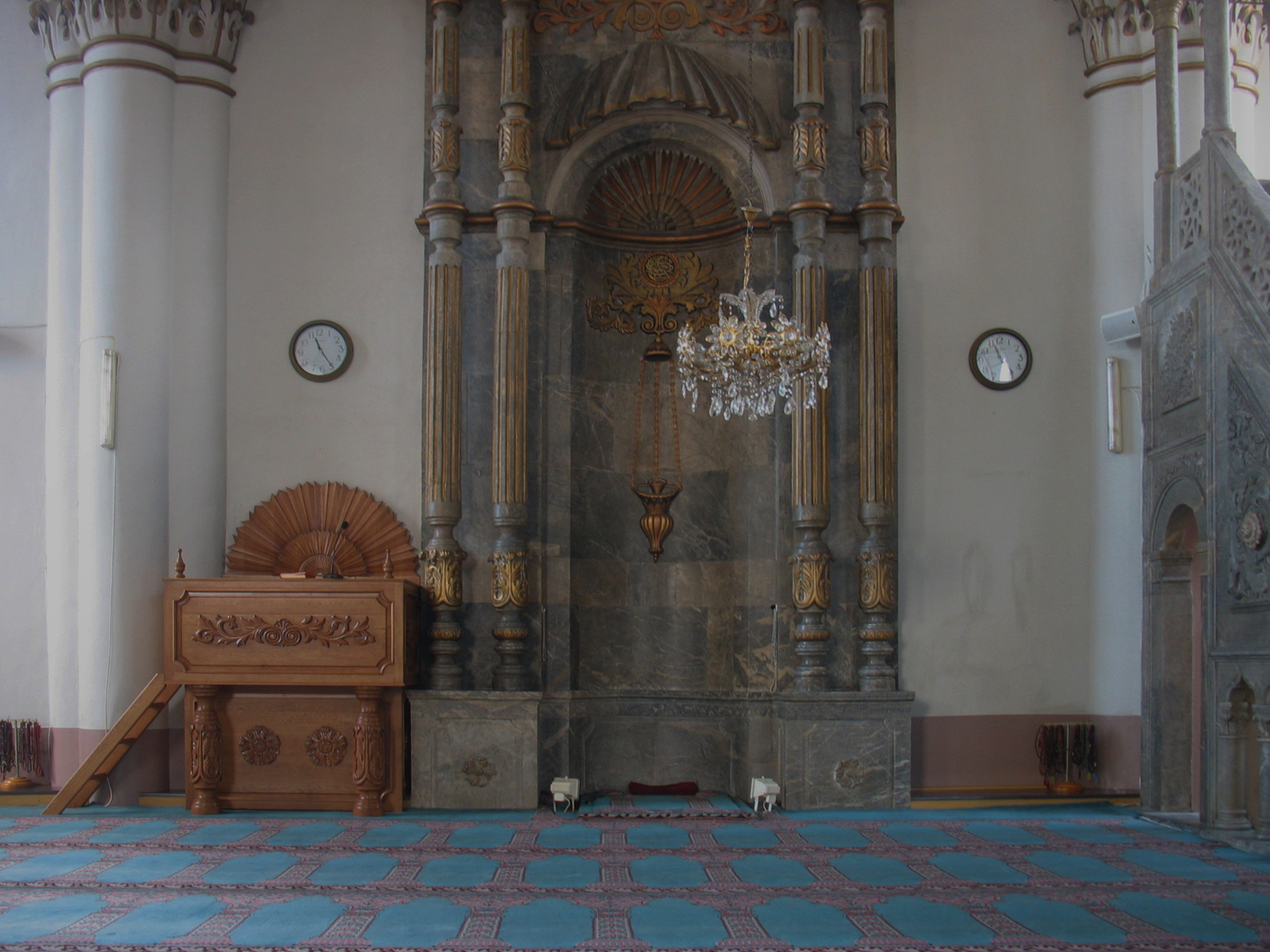
المحراب
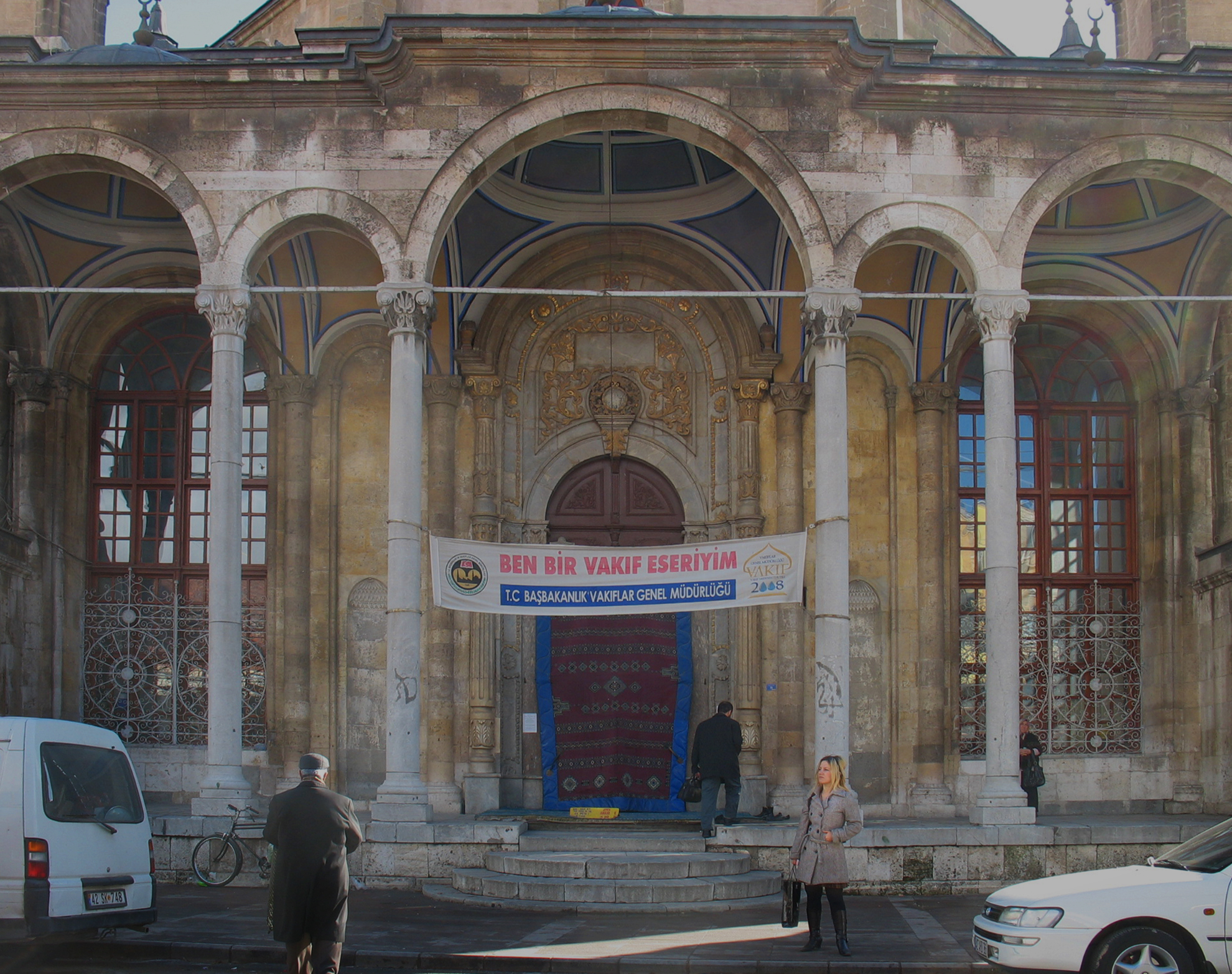
مدخل المسجد
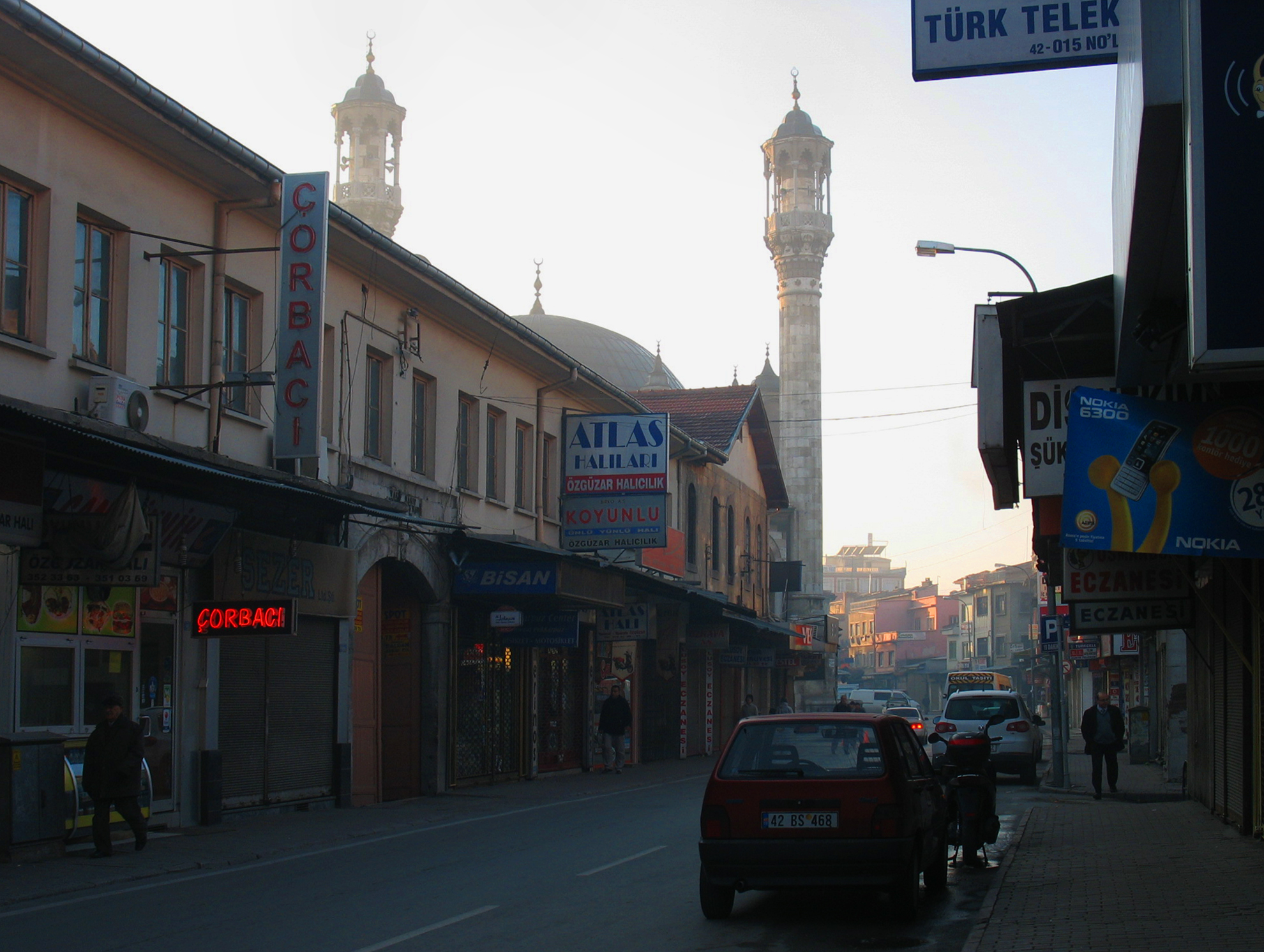
منظر للشارع